# Rossese

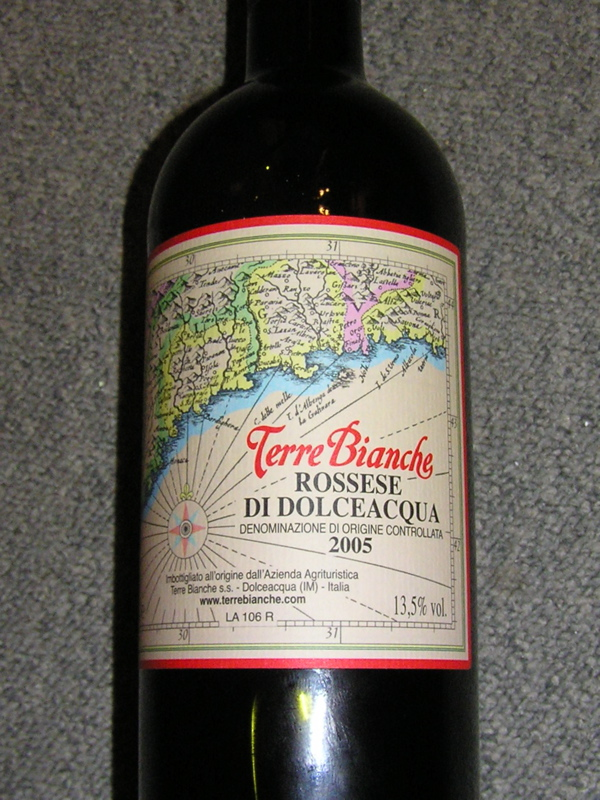
Eine Flasche Rossese di Dolceacqua

Rossese, ligurisch Roxeise ([roˈʒeize]), ist ein Synonym für die Rotweinsorte Tibouren aus der italienischen Region Ligurien. Im äußersten Westen Liguriens gibt es in und um Dolceacqua einen eigenen DOC-Bereich für die Sorte, den Rossese di Dolceacqua. Die Ampelographen Dalmassoo und Mariano unterscheiden noch den Rossese von Albenga und jenen von Dolceacqua.
Die ertragsschwache, aber hochwertige Sorte ist bereits seit dem 16. Jahrhundert bekannt und stammt wahrscheinlich aus Frankreich. Rossese ist eine Varietät der Edlen Weinrebe (Vitis vinifera). Sie besitzt zwittrige Blüten und ist somit selbstfruchtend. Beim Weinbau wird der ökonomische Nachteil vermieden, keinen Ertrag liefernde, männliche Pflanzen anbauen zu müssen.
In Ligurien gibt es auch eine weiße Rebsorte Rossese Bianco (Synonyme: Rossese di San Biagio, Ruzzese, Rossese Bianco Monforte).
Siehe auch den Artikel Weinbau in Italien sowie die Liste von Rebsorten.

## Ampelographische Sortenmerkmale
In der Ampelographie wird der Habitus folgendermaßen beschrieben:
- Die grüne Triebspitze ist offen. Die gelblichen, leicht bronzefarbenen (Anthocyan) Jungblätter sind kaum behaart.
- Die großen Blätter (siehe auch den Artikel Blattform) sind fünflappig und stark gebuchtet. Die Stielbucht lyren-förmig geschlossen. Der Blattrand ist fein gesägt. Die Zähne sind im Vergleich der Rebsorten klein.
- Die walzen- bis konusförmige Traube ist mittelgroß und mäßig dichtbeerig. Die rundlichen oder leicht ovalen Beeren sind klein bis mittelgroß und von roter bis blauschwarzer Farbe. Die Beeren sind saftig; der Saft ist farblos.

Die Rebsorte treibt relativ früh aus. Rossese zeigt sich robust gegen späte Frühjahrsfröste sowie gegen den Echten Mehltau.
Rossese reift ca. 10 Tage nach dem Gutedel und zählt damit zu den frühreifenden roten Rebsorten.

## Synonyme
22 Synonyme sind bekannt: Antibois, Antiboulen, Antiboulene, Antibouren, Antibourin, Gaysserin, Geysserin, Gueiperim Noir, Guesserin, Rosese Nero, Rosseis, Rossese, Rossese Di Dolceacqua, Rossese Di Ventimiglia, Rossese Nericcio, Rossese Nero, Rossese Rossa, Tiboulen, Tiboulin, Tibouren Noir, Tibourin, Tiburan Chernyi.